# Lubenos
Os Lubenos ( em latim: Lubaeni  ) foram um antigo povo galaico, tribo do convento bracarense cujo território não pôde ser definido.